# رادوشویتسه (استان ووتسکی)
رادوشویتسه (به لهستانی:  Radoszewice) یک روستا در لهستان است که در گمینا شمکوویتسه واقع شده‌است.